# Tandy Radio Shack TRS 80 Model 16
Tandy Radio Shack TRS 80 Model 16 (TRS 80 MODEL 16) је био кућни рачунар фирме Тенди (Tandy Radio Shack) који је почео да се производи у САД од 1982. године.
Користио је Zilog Z80 A + Motorola MC 68000 као микропроцесор. РАМ меморија рачунара је имала капацитет од 128 KB (до 512 KB). 
Као оперативни систем кориштен је New DOS / Xenix.

## Детаљни подаци
Детаљнији подаци о рачунару TRS 80 MODEL 16 су дати у табели испод.
|                       |                                     |
| [ 1 ]                 |                                     |
| Произвођач            | Тенди                               |
| Тип                   | кућни рачунар                       |
| Меморија              | 128 (до 512 )                       |
| Поријекло             | Сједињене Америчке Државе           |
| Година                | 1982                                |
| Тастатура             | тастатура са тастерима пуног помака |
| Процесор              |                                     |
| Фреквенција процесора | 4 (Z80) + 6 (68000)                 |
| RAM                   | 128 (до 512 )                       |
| ROM                   | непознато                           |
| Текст                 | 40 или 80 стубова x 24 линија       |
| Графика               | непознато                           |
| Боја                  | једна боја                          |
| Звук                  | непознато                           |
| Димензије             | непознато                           |
| Портови               |                                     |
| Оперативни систем     |                                     |